# 八里镇 (静宁县)
八里镇，是中华人民共和国甘肃省平凉市静宁县下辖的一个乡镇级行政单位。

## 行政区划
八里镇下辖以下地区：
郭罗村、阎庙村、高城寨村、红林村、靳坪村、大路村、关道岔村、小山村、照世坡村和剡白村。